# ليزلي كوكبورن
ليزلي كوكبورن (بالإنجليزية: Leslie Cockburn)‏ هي كاتِبة وصحفية أمريكية، ولدت في 2 سبتمبر 1952 في سان ماتيو في الولايات المتحدة.

## وصلات خارجية
- ليزلي كوكبورن على موقع IMDb (الإنجليزية)
- ليزلي كوكبورن على موقع قاعدة بيانات الفيلم (الإنجليزية)